# Pliomelaena quadrimaculata
Pliomelaena quadrimaculata är en tvåvingeart som beskrevs av Agarwal och Kapoor 1989. Pliomelaena quadrimaculata ingår i släktet Pliomelaena och familjen borrflugor. Inga underarter finns listade i Catalogue of Life.